# Liechtensteiner Cup 1979/80
Der Liechtensteiner Cup 1979/80 war die 35. Austragung des Fussballpokalwettbewerbs der Herren in Liechtenstein. Der FC Vaduz gewann zum neunzehnten Mal den Titel.

## Teilnehmende Mannschaften
Folgende sieben Mannschaften nahmen am Liechtensteiner Cup teil:
| - FC Schaan - FC Vaduz - FC Ruggell - FC Triesenberg | - FC Balzers - USV Eschen-Mauren - FC Triesen |

## 1. Vorrunde
Der FC Balzers hatte für diese Runde ein Freilos.
|                | Ergebnis |                   |
| -------------- | -------- | ----------------- |
| FC Triesenberg | 2:9      | FC Vaduz          |
| FC Ruggell     | 2:1      | USV Eschen-Mauren |
| FC Triesen     | 0:2      | FC Schaan         |

## Halbfinale
|            | Ergebnis |           |
| ---------- | -------- | --------- |
| FC Balzers | 3:0      | FC Schaan |
| FC Ruggell | 1:4      | FC Vaduz  |

## Finale
Das Finale fand am 1. Mai 1980 in Triesen statt.
| Datum      |          | Ergebnis        |            |
| ---------- | -------- | --------------- | ---------- |
| 01.05.1980 | FC Vaduz | 1:1 (4:2 n. E.) | FC Balzers |